# Primaire bron

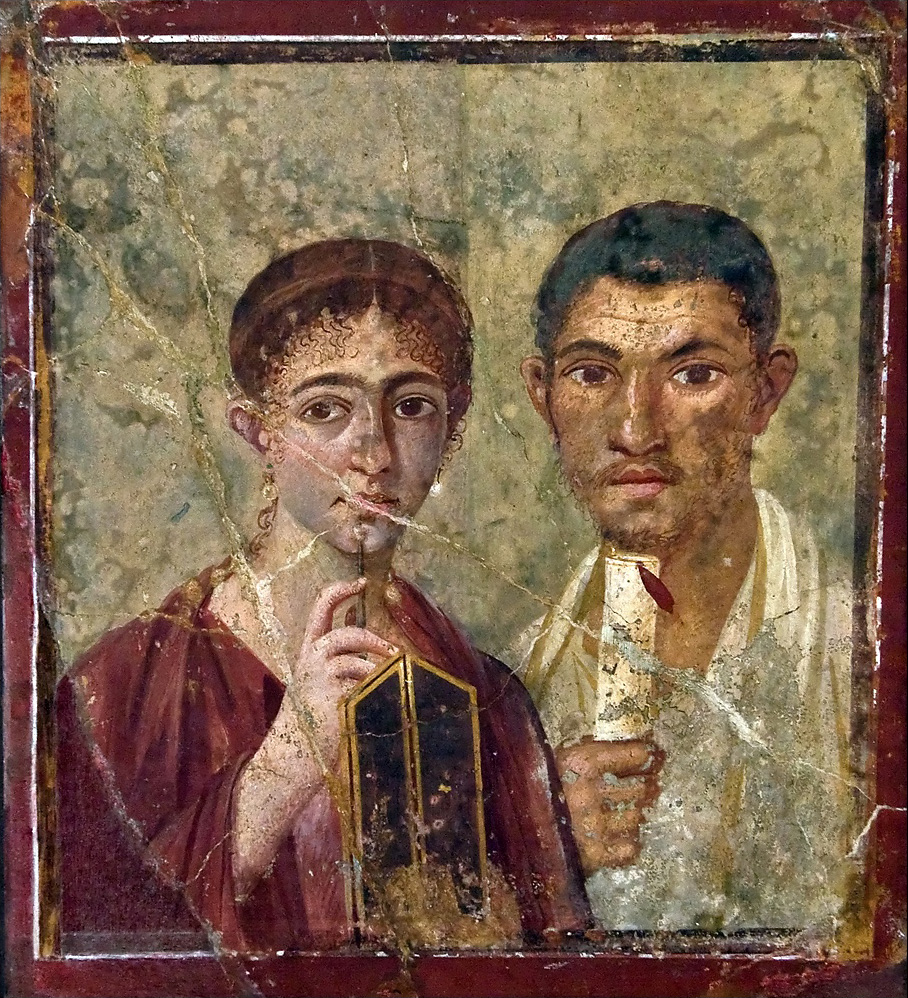
Deze muurschildering, gevonden in de Romeinse stad Pompeï, is een voorbeeld van een primaire bron.

Een primaire bron is een bron en dus informatie die direct afkomstig is van personen die te maken hebben met een bepaalde gebeurtenis, persoon of tijdspanne. De informatie komt dus zelf uit de periode waarover wordt gesproken en is niet later samengesteld of uit tweede hand  vernomen. Primair is echter geenszins een synoniem voor superieur en primaire bronnen hoeven ook niet als meer waardevol tegenover secundaire bronnen gezien te worden omdat de persoonlijke betrokkenheid vaak in sterke "kleuring" van de gegeven informatie resulteert, door het gebruik van eufemismen, weglaten van onwelgevallige feiten, overdrijven van feiten waar men trots op is of een overmaat aan bewondering of juist afkeer van andere betrokkenen.
Primaire bronnen komen in geschreven en ongeschreven vorm voor. Een voorbeeld van een geschreven primaire bron is een dagboek, maar ook labjournaals en bepaald archiefmateriaal vallen in deze categorie. Een voorbeeld van een ongeschreven primaire bron is bijvoorbeeld een vuistbijl. Deze bevat geen tekst, maar is wel afkomstig uit de tijd waarin hij is gebruikt en geeft zodoende informatie over de mensen die deze vuistbijl gebruikten en/of de samenleving waarin deze mensen leefden.